# Alternativ hiphop

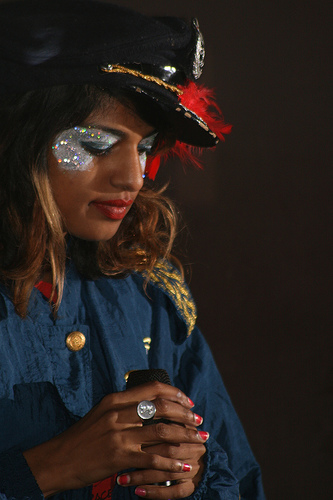
M.I.A.

Alternativ hiphop, även alternativ rap, är en subgenre inom hiphop som kännetecknas på varierande spelstilar där spår av andra musikgenrer ofta blandas in (vanligen pop, rock, jazz eller elektronisk musik). Likt andra alternativa genrer är även alternativ hiphop relativt svårdefinierat. Den är inte lika "mainstream" som den vanliga hiphopen.
Stilen växte fram under sena 1980-talet i USA. Framstående artister inom genren är bland andra M.I.A., Wale, Gorillaz, Atmosphere, Black Star, Eyedea & Abilities och Highland.